# 小行星6109
小行星6109（6109 Balseiro）是一颗绕太阳运转的小行星，为主小行星带小行星。该小行星于1975年8月19日发现。

## 轨道参数
小行星6109的轨道半长轴为351,355,033 km（2.3486299 UA），离心率为0.138。